# Detective Conan - Trappola di cristallo
Detective Conan - Trappola di cristallo (名探偵コナン 天国へのカウントダウン?, Meitantei Konan - Tengoku e no kauntodaun, lett. "Detective Conan - Conto alla rovescia verso il Paradiso"), conosciuto anche con il titolo internazionale Detective Conan: Countdown to Heaven, è un film d'animazione del 2001 diretto da Kenji Kodama.
Si tratta del quinto film dedicato al quinto anniversario della serie anime Detective Conan, uscito in Giappone il 21 aprile 2001.
La due torri gemelle sono basate sulle Torri Petronas. 
Il film è stato trasmesso in prima Tv in Italia il 5 marzo 2005 in prima serata da Italia 1. 

## Trama
Dopo un giorno in campeggio, Conan, Ai, Agasa e i Detective Boys fanno visita alle due avveniristiche torri gemelle di Nishitama, famose per essere "le più vicine al paradiso", dove trovano anche Kogoro, Ran e Sonoko, invitati da una vecchia amica di Kogoro, Mio Tokiwa, erede di un importante gruppo industriale. A Conan torna in mente il caso sul sindaco Okamoto e Teiji Moriya che aveva risolto in passato. Uno spietato assassino uccide uno per uno alcuni responsabili della costruzione delle torri, lasciando sempre sui luoghi dei delitti una tazzina da sakè rotta.
Gin e Vodka intercettano delle telefonate che Ai fa alla segreteria telefonica della sorella maggiore Akemi per sentire la sua voce, ma non riescono a capire dove si trova la ragazzina. I due malviventi però riescono a scoprire che Sherry sarà alla festa per l'inaugurazione delle due torri di Nishitama.
Durante l'inaugurazione Mio viene trovata morta impiccata dalla stessa collana di perle che indossava. Purtroppo, nello stesso momento, esplode una bomba nella sala dei computer e in quella dei comandi elettrici (torre A). Tutti vengono allontanati dalla torre tramite l'ascensore dell'osservatorio; Conan vede Gin che punta un laser contro Sonoko pensando che fosse Sherry essendosi fatta la stessa pettinatura, ma Conan la avverte e purtroppo l'ascensore si blocca e allora decidono di scendere le scale e arrivare al ponte di collegamento. Il ponte crolla e Ran e Conan rimangono nella torre A, ma fortunatamente si salvano lanciandosi dalla torre legati alla canna dell'acqua.
Conan ritorna nella torre A per salvare i suoi amici. Risalendo al salone delle feste con Ai e chiedendo loro di raggiungerlo (l'eliporto era stato dato alle fiamme per impedire all'elicottero di salvataggio d'atterrare) scoprono di essere in compagnia del responsabile degli omicidi: Hosui Kisaragi, l'anziano maestro di disegno di Mio Tokiwa, il quale aveva ucciso la donna e gli altri suoi due collaboratori perché con la costruzione delle due torri avevano rovinato per sempre la vista del Fuji che si poteva ammirare da casa sua e che aveva sempre riportato nei suoi dipinti. La tazzina da sakè spezzata rappresentava appunto il Fuji diviso a metà dalle torri.
Conan elabora come Hara, una delle vittime, sia stato ucciso da Gin, infatti il coltello d'argento che teneva in mano non era per la difesa bensì per identificare il suo assassino, poiché la traduzione giapponese di "argento" è Gin. L'uomo è stato ucciso dall'organizzazione in quanto, ricoprendo il ruolo di ingegnere informatico, li aveva traditi e aveva provato a mandare in tilt i computer dell'organizzazione.
Poco dopo Ai scopre che sotto a ogni tavolo ci sono delle bombe e allora Conan decide di usare la macchina vinta da Kogoro per saltare dall'altra torre dove c'è una piscina olimpionica. Tuttavia occorre che l'auto riesca a sfruttare l'energia dell'esplosione, altrimenti non potrebbe riuscire a coprire tutta la distanza con la scarsa velocità raggiungibile. Così, grazie all'abilità di Ayumi nel contare con precisione 30 secondi, i ragazzi riescono a mettersi in salvo partendo al momento giusto e atterrando, come previsto, nella piscina.
Guardando l'inferno da lontano, Gin e Vodka confermano che Shiho Miyano non era nelle torri e abbandonano la loro ricerca.

## Colonna sonora
Il musicista Katsuo Ōno ha realizzato quarantotto nuove tracce sonore, utilizzate in seguito anche nel corso della serie televisiva. La sigla finale è Always, di Mai Kuraki, ed è una delle due sigle usate sia per un film sia per la serie televisiva: sigla finale degli episodi da 233 a 247. L'altra è Don't Wanna Lie, dei B'z, sigla iniziale degli episodi da 613 a 626 e finale del quindicesimo film.

## Distribuzione

### Edizione italiana
In Italia il film è stato solo trasmesso in televisione. Il doppiaggio italiano è stato eseguito dalla Merak Film e diretto da Loredana Nicosia e Graziano Galoforo su dialoghi di Chiara Serafin e Cristina Robustelli. Il titolo italiano del lungometraggio fa riferimento a quello del film omonimo, diretto nel 1988 da John McTiernan. Nonostante l'unico doppiaggio, che non è censurato, esistono tre diverse versioni per quanto riguarda il montaggio video.
La prima versione è andata in onda per la prima volta il 5 marzo 2005 in prima serata su Italia 1, quando non era ancora stato trasmesso il primo film, cui si fa riferimento in questo. Questa versione presenta la prima sigla italiana della serie televisiva, Detective Conan di Giorgio Vanni, sia in apertura che in chiusura, su immagini prese da vari film, e non ha l'introduzione che riassume l'inizio della storia del manga, presente in ogni film seppur con qualche differenza. L'epilogo è collocato prima della sigla finale anziché dopo come in originale. Sono presenti alcune censure video: è stata tagliata parte di una scena in cui si vede un cadavere impiccato, con una dissolvenza chiaramente visibile nel momento della censura, e ci sono alcune modifiche minori su altre scene con il sangue o i cadaveri. Inoltre, per questa trasmissione fu eliminata la scena dell'indovinello creato da Agasa per i Detective Boys.
La seconda versione è stata trasmessa per la prima volta su Italia Teen Television il 31 dicembre 2005 e replicata su Hiro e per la prima volta in chiaro su Italia 2 il 14 novembre 2012. Questa versione è senza censure, ha la sigla originale con le relative immagini e come la versione originale non ha sigla iniziale. È stata mantenuta l'introduzione e l'epilogo si trova dopo la sigla di chiusura come in originale. Solo alla trasmissione su Italia 2 la sigla finale aveva l'audio delle parole abbassato, facendo sentire quasi solo la musica.
Infine esiste una versione divisa in cinque parti da venti minuti circa, trasmessa su Italia 2 dal 27 al 31 luglio 2012. Questa versione ha la prima sigla italiana come sigla di apertura e chiusura di ogni parte, nella prima versione video usata per la serie televisiva. Sono presenti le stesse censure della trasmissione su Italia 1, e anche in questa versione manca l'introduzione e l'epilogo è stato spostato prima della sigla finale.
Nel doppiaggio italiano di questo e del primo film, il distretto di Nishitama viene chiamato West Tama City. Inoltre, nel doppiaggio è presente un errore: Ai misura un'accelerazione in metri al secondo (in realtà l'unità di misura della velocità) anziché in metri al secondo quadrato. È stata modificata anche una frase detta da Genta quando salva Ai: nell'originale fa riferimento all'indovinello inventato all'inizio del film da Agasa, dicendo che sua madre gli ha detto che gli dei lo puniranno se lascerà cadere anche un solo chicco di riso; nella versione italiana dice invece che sua madre gli ha detto di non lasciare mai indietro nessuno e aiutare il prossimo anche con la forza, e in questo modo non si crea un'incoerenza nella versione trasmessa da Italia 1, priva della scena dell'indovinello. Anche la scena in cui Ai lo ringrazia è stata modificata: nella versione originale gli chiede se lei è solo un pezzo di riso, mentre in quella italiana lo ringrazia di averla salvata anche se l'ha fatto solo per compiacere sua madre. Un altro errore presente nel doppiaggio è nei primi minuti del film: ricordando gli eventi del primo film, Conan dice "Mi ricorda la sfida che mi ha lanciato l'architetto Teiji Moriya per risolvere il caso del sindaco Okamoto". In realtà, l'architetto sfidò Shinichi per aver risolto tale caso in passato, e non al fine di risolvere il caso. La frase non dovrebbe quindi essere finale, ma causale ("aver risolto").

### Edizioni home video
In Giappone il film è stato pubblicato da Shogakukan in DVD il 21 dicembre 2001 e in VHS il 10 aprile 2002. Dopodiché, il film è stato pubblicato da Being con l'etichetta B-vision in una nuova edizione in DVD il 25 febbraio 2011 e in Blu-ray Disc il 23 settembre 2011. In Italia non è mai stato pubblicato per l'home video.

## Accoglienza

### Incassi
Il film ha incassato circa 2 miliardi e 900 milioni di yen, ovvero circa 20 milioni di euro, classificandosi al settimo posto dei film giapponesi con il maggior incasso in patria nel 2001.

## Versione a fumetti
Con i fotogrammi del film è stato prodotto un anime comic in due volumi dal titolo Gekijōban Meitantei Conan - Tengoku e no kauntodaun (劇場版 名探偵コナン 天国へのカウントダウン?, Gekijōban Meitantei Konan - Tengoku e no kauntodaun, "Detective Conan - Il film - Conto alla rovescia verso il Paradiso"). La "prima parte" (上?, jō) è stata pubblicata da Shogakukan il 17 novembre 2001 (ISBN 4-09-124879-9), la "seconda parte" (下?, ge) il 18 dicembre dello stesso anno (ISBN 4-09-124880-2). Un'edizione in volume unico è stata poi pubblicata sempre da Shogakukan il 17 marzo 2006 (ISBN 4-09-120309-4).
Un manga tratto dal film e con lo stesso titolo, disegnato da Yutaka Abe e Denjirō Maru, disegnatori anche di alcuni volumi di Detective Conan Special Cases, è in pubblicazione sulla rivista Shōnen Sunday Super dal 25 gennaio 2016.